# Neptis incongrua
Neptis incongrua är en fjärilsart som beskrevs av Butler 1896. Neptis incongrua ingår i släktet Neptis och familjen praktfjärilar. Inga underarter finns listade i Catalogue of Life.